# Simon Bening
Pour les articles homonymes, voir Bening.

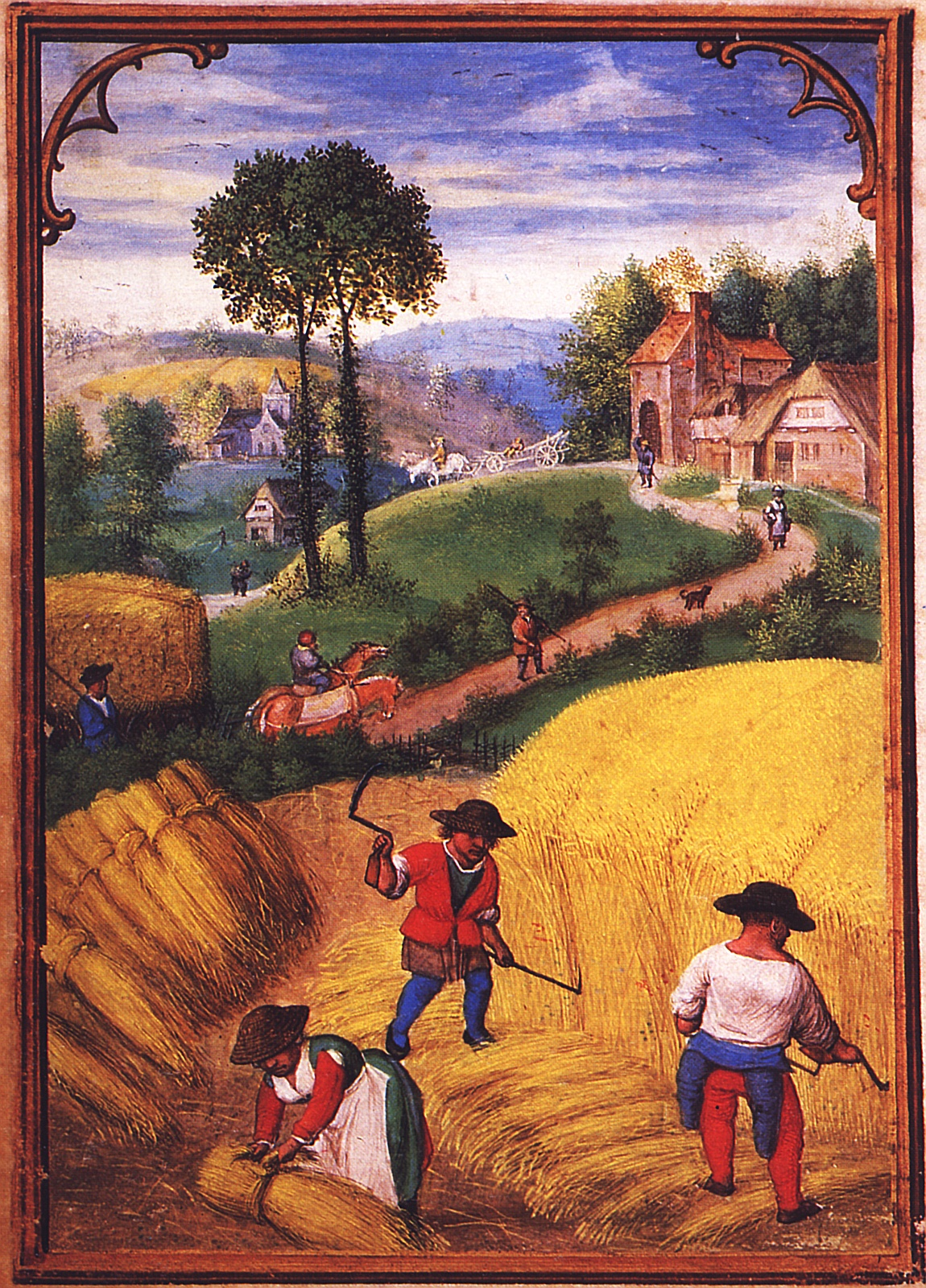
Calendrier Flamand : le mois d'août. Bayerische Staatsbibliothek, Munich.

Simon Bening (ca 1483–1561) est le dernier enlumineur de l'école ganto-brugeoise du XVIe siècle, et l'un des plus éminents.

## Biographie
Simon Bening naît vers 1483, à Gand ou à Bruges. Il est fils d'Alexandre Bening (mort à Gand en 1519) et de Catherine van der Goes (probablement apparentée au peintre Hugo van der Goes). Il fait son apprentissage dans l'atelier d'enluminure de son père, à Gand. Il s'installe ensuite à Bruges, où il acquiert rapidement une grande renommée. Il se spécialise dans l'illustration de livres d'heures mais la vogue de ces ouvrages décline et la demande n'émane plus guère que de clients fortunés appartenant à l'élite sociale, tels Albert de Brandebourg, cardinal et archevêque-électeur de Mayence puis archevêque de Magdebourg, ou l'empereur Charles Quint.
Ses œuvres les plus achevées sont des représentations de travaux des mois, qui illustrent le calendrier ouvrant les livres d'heures. Il s'agit de paysages habilement peints sur un format réduit, avec une minutie des plus raffinées. Par leur parfaite maîtrise de la perspective atmosphérique et leur profond sentiment poétique, leur style, qui s'inscrit dans la tradition de la peinture flamande, établit une transition entre l'art des enlumineurs du XVe siècle et celui de Pieter Brueghel l'Ancien. Simon Bening n'a pas son égal dans le rendu délicat des feuillages. Son art de coloriste, excellant à rendre le velouté de la matière et les effets de la lumière, force également l'admiration.
Vers 1530, il illustre avec António de Holanda (pt) un somptueux Arbre généalogique, de très grand format, destiné à l'Infant du Portugal Don Fernando (en), fils de Manuel Ier.
Il réalise aussi des portraits miniatures - dont un, voire deux autoportraits - qui attestent un grand souci de vérité psychologique et comptent parmi les premiers exemples du genre.
Simon Bening devient doyen des calligraphes, libraires, enlumineurs et relieurs dans la guilde de Saint-Luc.
Il meurt à Bruges le 6 novembre 1561.
Il épouse en premières noces Catherine Stroo, morte en 1542. Parmi ses six filles, trois le suivront dans la carrière de peintre. L'aînée, Levina Teerlinc, s'établit à la cour anglaise comme miniaturiste officielle. Alexandrine Claeiszuene, née Bening, puinée de la précédente, se livre au commerce de peintures, de miniatures, de parchemin et de soie. Puis viennent Anne, Claire et Barbe, la cadette.
Avec Gerard Horenbout, Simon Bening compte au nombre des enlumineurs les plus éminents de l'école ganto-brugeoise.

## Œuvres

### Enluminures

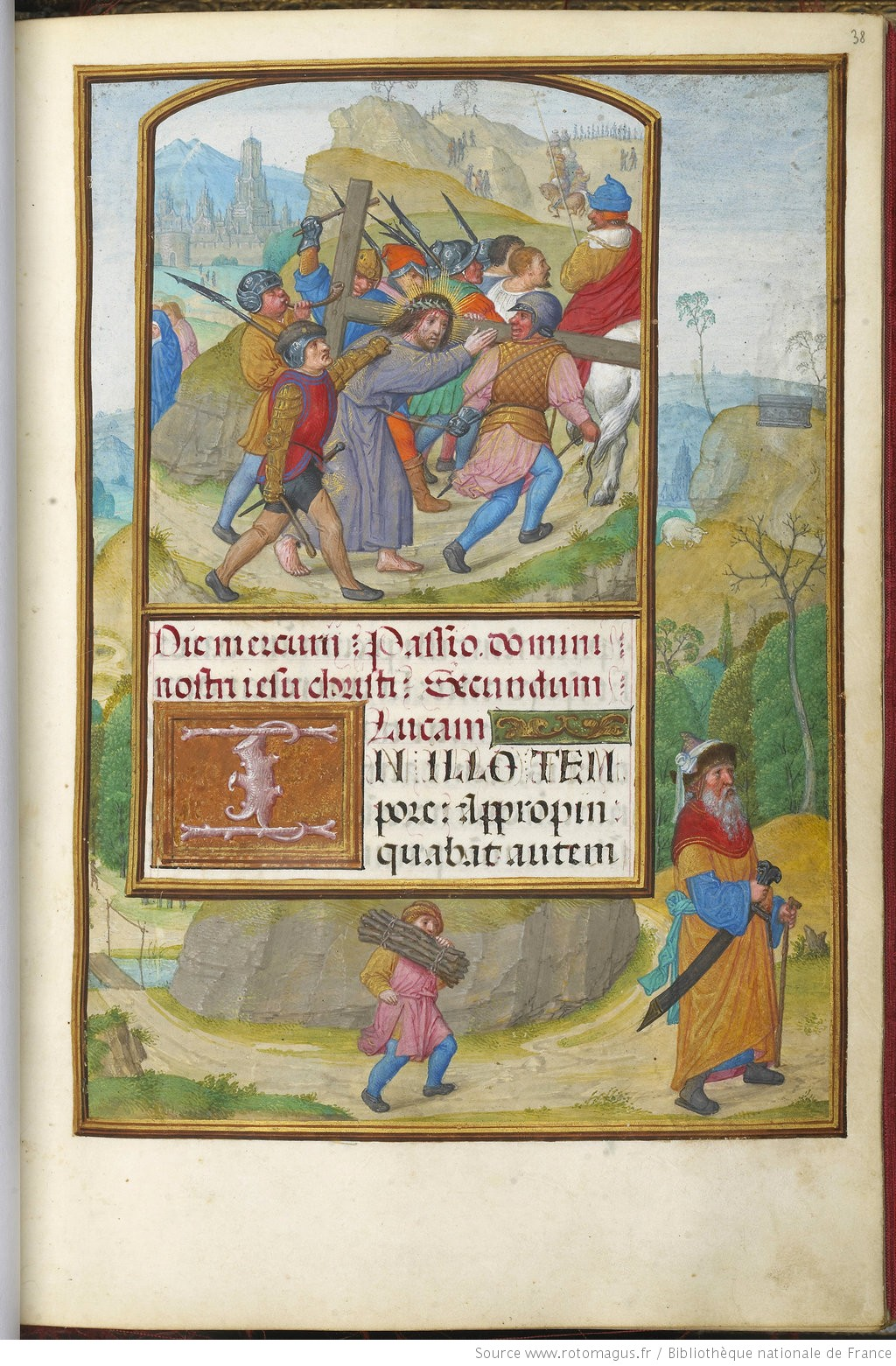
Livre d'heures à l'usage de Rome folio 38

- Livre d'heures à l'usage de Rome folio 38Livre d'heures de Croÿ (dit Livre des Drôleries), vers 1510-1520, Bibliothèque nationale autrichienne, Vienne, Cod. 1858 ;
- Livre de prières Imhof, 1511, collection particulière ;
- Heures Da Costa, vers 1511, Pierpont Morgan Library, New York, Ms. 399 ;
- Bréviaire Grimani (en collaboration avec Alexandre Bening, Gerard Horenbout et Gérard David), vers 1515-1520, Biblioteca Marciana, Venise, Cod. Lat. I, 99 (= 2138) ;
- Livre de prières de Jeanne de Ghistelles, vers 1516, British Library, Londres, Cod. Egerton 2125 ;
- Rosaire de Jeanne la Folle, vers 1520, réparti entre :
  - le Fitzwilliam Museum, Cambridge, Ms. 257 a et b,
  - la Boston Public Library, Boston, Ms. Med 35 et Acc. Nos. 82-157 ;
- Heures aux Fleurs, vers 1520-1525, Bayerische Staatsbibliothek, Munich, Clm 23637 ;
- Livre de prières aux armes de la famille Enriquez de Ribera, vers 1509 ou 1530, réparti[5] entre :
  - le Saint Louis Art Museum (1 feuillet),
  - le Cleveland Museum of Art (1 feuillet)[6],
  - La Free Library of Philadelphia (2 feuillets)[7],[8],
  - La Pierpont Morgan Library à New York (1 feuillet)[9],
  - Le musée du Louvre (2 feuillets)[10],[11],
  - plusieurs collections particulières (9 feuillets repérés) ;
- Livre d'heures d'Albert de Brandebourg, par Bening et son atelier, vers 1522-1523, démembré :
  - le texte, passé en vente chez Sotheby's le 19 juin 2001 (vente Ritman, lot 36), collection particulière ;
  - les miniatures (ancienne collection du marquis de Londonderry), dispersées entre :
    - le Fitzwilliam Museum, Cambridge MSS 294 a-e, 3-1996 (6 feuillets)[12],
    - le Metropolitan Museum of Art, New York, Lehman Coll. 1975.1.2481 (2 feuillets)[13],
    - la Bibliotheca Hermetica Philosophica, Amsterdam (6 feuillets),
    - le Carnegie Museum of Art, Pittsburgh (1 feuillet),
    - le Nationalmuseum, Stockholm (1 feuillet),
    - plusieurs collections particulières ;
- Heures Arundel, vers 1525-1530, Château d'Arundel, Arundel ;
- Livre de prières d'Albert de Brandebourg, vers 1525-1530, J. Paul Getty Museum, Los Angeles, Ms. Ludwig IX 19 ;
- Heures Holford, en collaboration avec Gerard Horenbout, 1526, Musée Calouste-Gulbenkian, Lisbonne, LA 210 ;
- Quadriptyque Stein (scènes de la Passion), fin des années 1520, Walters Art Museum, Baltimore, W 442 ;
- Arbre généalogique des Rois de Portugal (feuillets isolés), 1530-1535, British Library, Londres, Add. Ms. 12531 ;
- Livre d'heures Van Damme, vers 1531, Pierpont Morgan Library, New-York, M. 451 ;
- Livre d’heures de Notre-dame dit de Hennessy, vers 1535, Bibliothèque royale de Belgique, Bruxelles, Ms. II 158 ;
- Heures d'Isabelle du Portugal, vers 1535, Bibliothèque Huntington, San Marino, HM 1162 ;
- Heures de Munich-Montserrat, vers 1535-1540, démembrées :
  - le texte, conservé l'Abbaye de Montserrat (202 feuillets) ;
  - les miniatures, dispersées entre :
    - la Bibliothèque d'État de Bavière, Munich, Clm. 23638 (14 feuillets),
    - le J. Paul Getty Museum, Los Angeles, Ms 3 (2 feuillets),
    - plusieurs collections particulières (3 feuillets) ;
- Livre du golf, vers 1540, British Library, Londres, Add. Ms. 24098 ;
- Rosaire de Beatty, vers 1540-1545, Bibliothèque Chester Beatty, Dublin, Ms. W 99 ;
- Fragments d'un calendrier, vers 1540-1550, répartis entre :
  - la British Library, Londres, Add. 18855 (2 feuillets),
  - le Victoria and Albert Museum, Londres, Salting Ms. 2600 (4 feuillets) ;
- Livre d'heures offert en 1544 à Catherine d'Autriche, reine du Portugal, aujourd'hui disparu[14] ;
- Miniature de bas de page du calendrier d'un livre d'heures, vers 1550, J. Paul Getty Museum, Los Angeles, Ms.50 ;
- Le Christ devant Annas, feuillet isolé d'un ancien Livre de dévotions, Kingston Lacy, Wimborne Minster ;
- Crucifixion du Missel de Dixmude, détruit durant la Première Guerre mondiale ;
- Notre Dame des Sept Douleurs (attribution), galerie d'art Sam Fogg, Londres.

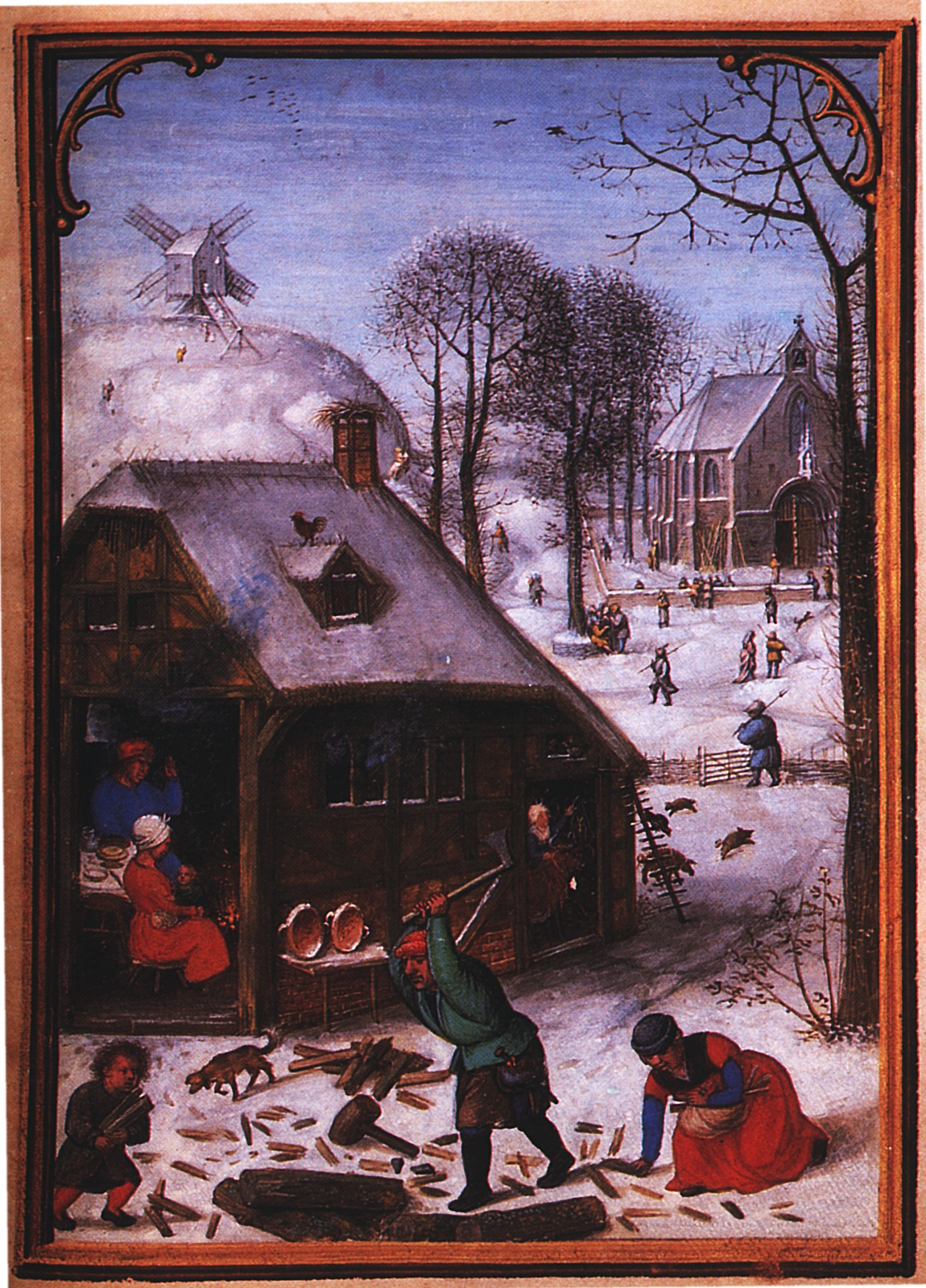
Janvier. Bayerische Staatsbibliothek, Munich.
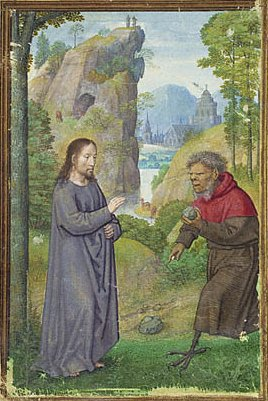
La tentation du Christ.
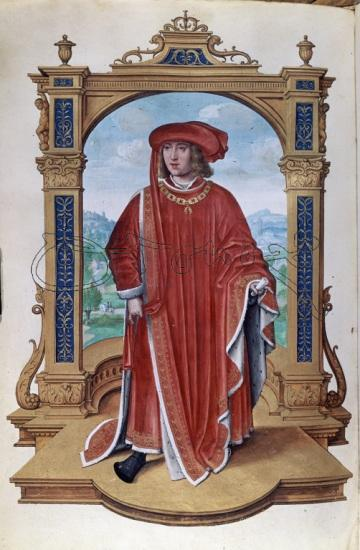
Philippe le Beau.
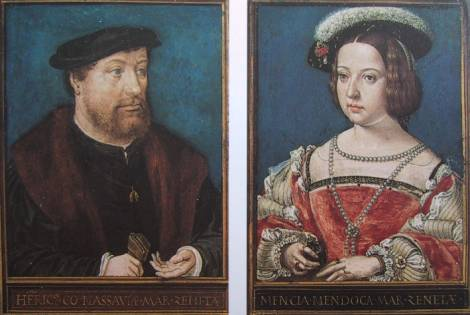
Henri III de Nassau (1483-1538) et sa troisième épouse Mencia de Mendoça (1508-1554). Attribution incertaine.
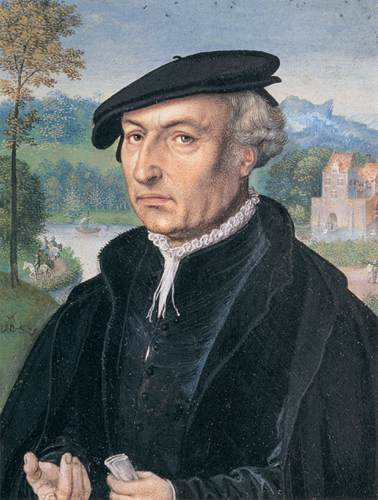
Autoportrait (1535-1536).
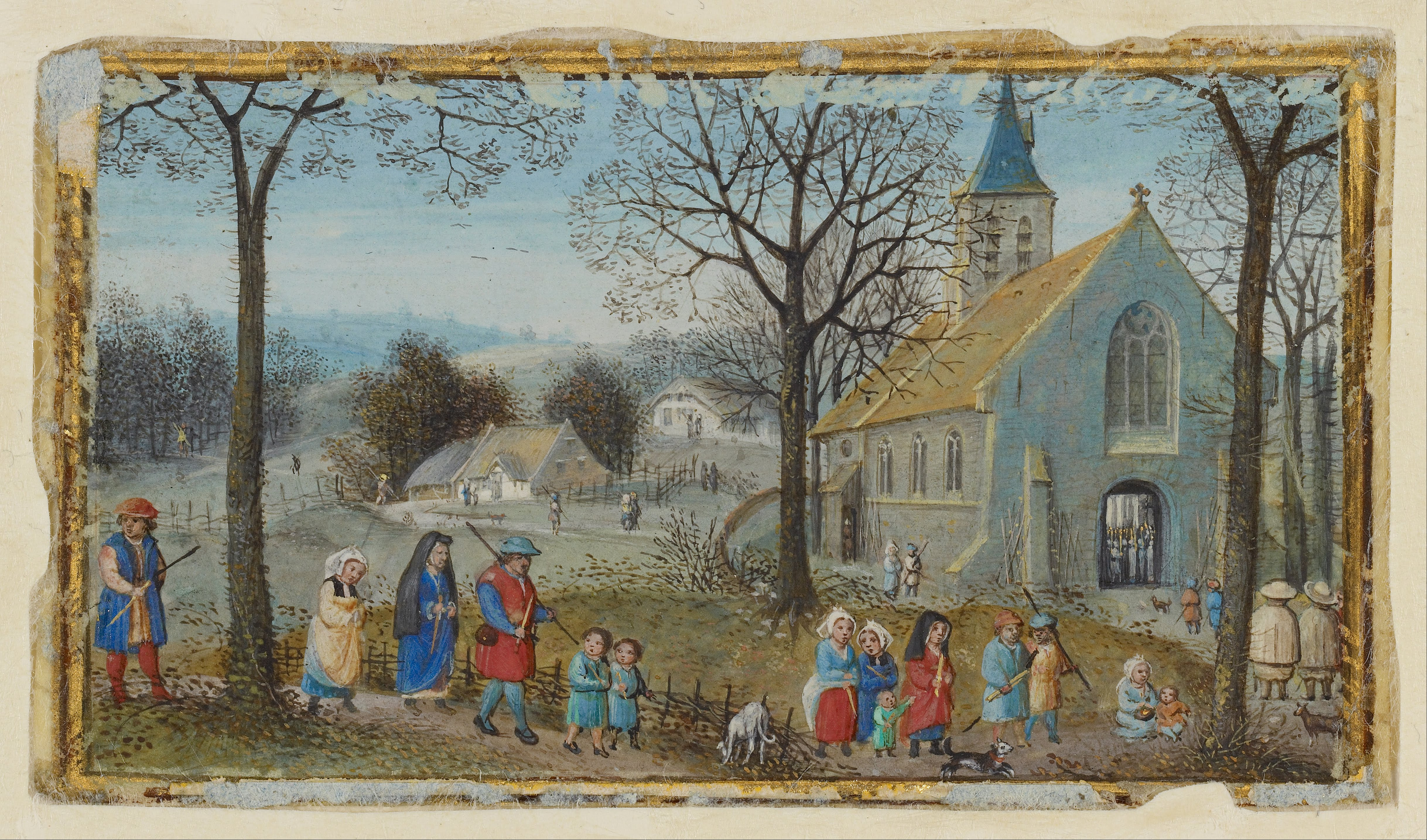
Villageois sur le chemin de l'église (vers 1550). Paul Getty Museum, Los Angeles.

### Panneaux
- Vierge à l'Enfant (attribution), huile sur bois, vers 1520-1525, Metropolitan Museum of Art, New York, 32.100.53 ;
- Triptyque de la Vierge à l'Enfant avec des anges musiciens, peinture sur parchemin monté sur bois, vers 1540, collection particulière ;
- Vierge à l'Enfant et anges, vers 1540, Victoria and Albert Museum, Londres, E635-1998 ;
- Triptyque de Marie et l’Enfant avec les saintes Catherine et Barbara (atelier), Musée des beaux-arts de Houston, Houston.

### Portraits miniatures
- Double portrait de Henri III de Nassau (1483-1538) et sa troisième épouse Mencia de Mendoça (1508-1554), miniatures montées sur panneau de bois, Gemäldegalerie, Berlin, M.514 ;
- Portrait d'homme, vers 1535-1540, Musée du Louvre, Paris, RF 3925 ;
- Autoportrait, 1558, Victoria and Albert Museum, Londres, P 159-1910 ;
- Autoportrait, Metropolitan Museum of Art, Robert Lehman Collection, 1975.1.2487, New York.